# Malpighi-edény
A Malpighi-edény a kiválasztórendszer szerepét tölti be a rovarok, medveállatkák, pókszabásúak és soklábúak képviselőiben. Nevét Marcello Malpighiről, egy 17. századi orvos/anatómusról kapta. A közép és utóbél határán találhatóak, számuk és elhelyezkedésük a különböző taxonokban változó.

## Anatómia

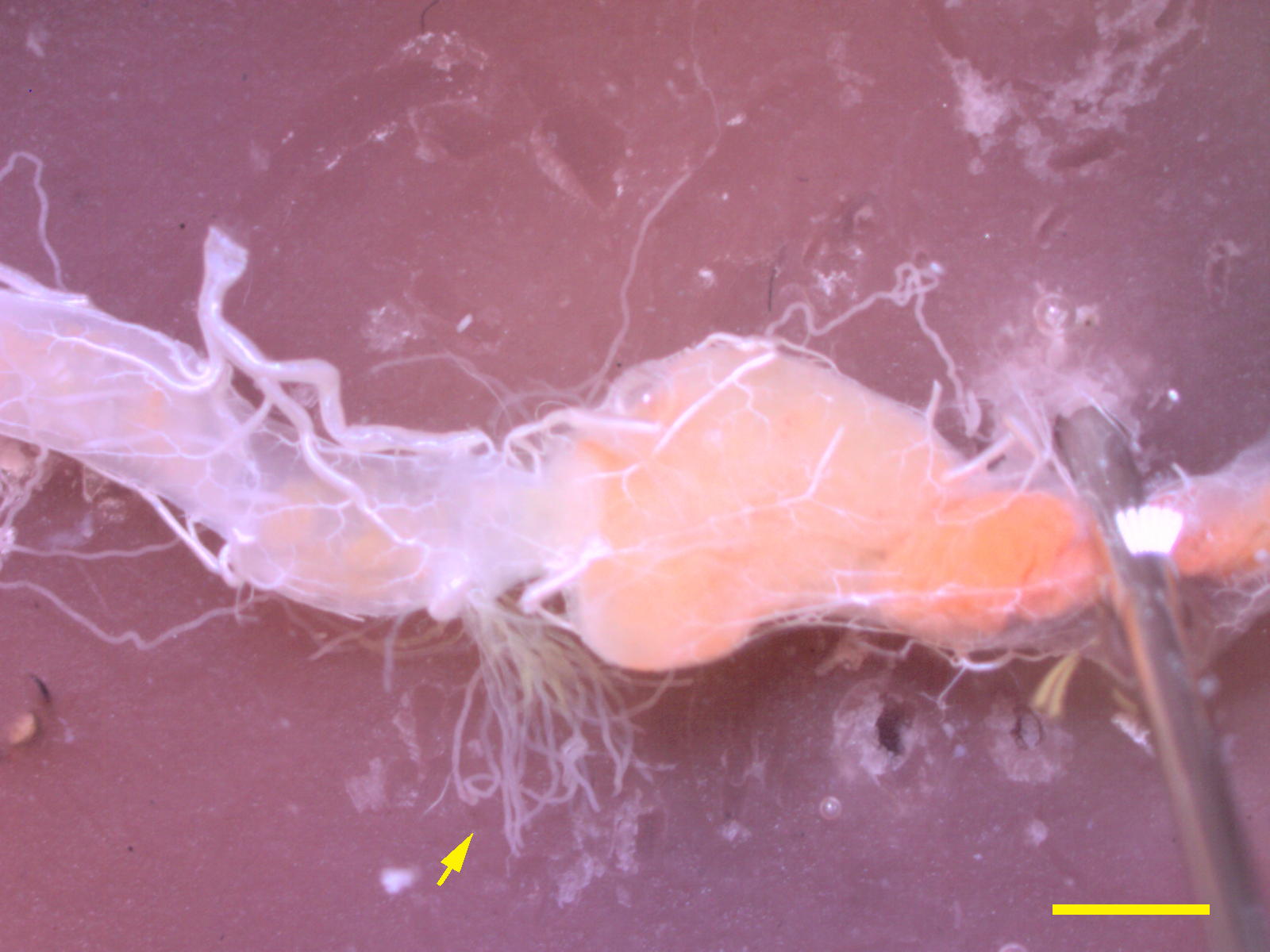
Malphigi-csövecskék, sárga nyíllal jelezve, egy felboncolt Nauphoeta cinerea csótány gyomrához csatlakozva. A narancs színű anyag a gyomorban félig megemésztett sárgarépa.A fényes fehér csövek tracheák vagy tracheolák. Jobb szélen egy tű látható. 6.7x nagyítás. A skálacsík 2 mm.

Vékony, elágazó csőrendszerek a rovar emésztőrendszer poszterior szegmensében. A csövek egy sejtsor vastagok, proximális végükön a közép és utóbél határánál kapcsolódnak az emésztőtraktushoz. Disztális végük zárt, a hemolymphával telt testüregbe nyúlik. Mikrovillusok biztosítják az anyag mozgását a csövekben, magas aktintartalom stabilizálja a struktúrát. Gyakran további izomzat is megfigyelhető, ami rásegít a tartalom keverésére, vagy a csövek mozgatására a jobb hemolympha ellátottság biztosításához.

## Működés
A kiválasztás során a csövekbe a testüregből elektrolitok és nitrogénes vegyületek szívódnak fel. Az urea és aminosavak feltételezhetően diffúzióval, míg az ionok aktív transzport útján jutnak át a cső falán. A víz az ionáramlás miatt keletkező ozmotikus grádiens hatására mozog a falon keresztül. A szűrlet az utóbélben találkozik a béltartalommal, ahol a húgysav kicsapódik. A fontos ionok, mint a nátrium és kálium visszaszívódnak a végbélben, a víz pedig követi azokat. A húgysav a széklettel keveredik, létrehozva a végleges exkrétumot.

### Rendkívüli funkciók
Néhány esetben a Malpighi-edények a kiválasztástól eltérő szerepet is betölthetnek. A recésszárnyú fátyolkák (Neuroptera) rend képviselőiben például szövőmirigyként is funkcionál, a kétszárnyúak közé tartozó Arachnocampa luminosa pedig fény kibocsátására használja a préda csalogatásához.